# Citroenparkiet
De citroenparkiet (Psilopsiagon aurifrons) is een vogel uit de familie Psittacidae (papegaaien van Afrika en de Nieuwe Wereld). De soort is formeel beschreven door Lesson in 1831.

## Uiterlijke kenmerken
Citroenparkieten zijn groen en de mannetjes hebben een geel masker rond de snavel en gele borst, vrouwtjes missen de gele kenmerken. Ze worden meestal (met staartveren meegerekend) ongeveer 15-20 cm lang. Aan de onderkant van de vleugels zitten een aantal donkerblauwe veren. Rondom de ogen, die in vergelijking met de rest van het lichaam vrij groot zijn, zit een grijs randje. 

## Verspreiding en leefgebied
Deze soort komt voor in de regenwouden van Argentinië, Chili, Peru en Bolivia en telt vier ondersoorten:
- P. a. robertsi: het noordelijke deel van Centraal-Peru.
- P. a. aurifrons: centraal en het westelijke deel van Centraal-Peru.
- P. a. margaritae: van zuidelijk Peru tot westelijk Bolivia, noordelijk Chili en noordwestelijk Argentinië.
- P. a. rubrirostris: van noordwestelijk Argentinië tot centraal Chili.

## Status
De grootte van de populatie is niet gekwantificeerd maar de soort wordt omschreven als vrij algemeen. Op de Rode lijst van de IUCN heeft deze soort de status niet bedreigd.